# Marcellus (Michigan)
Pour les articles homonymes, voir Marcellus.
Marcellus est un village du comté de Cass, dans l'État du Michigan, aux États-Unis. En 2020, il comptait une population de 1 074 habitants.